# コーポレーション・ストリート・ブリッジ

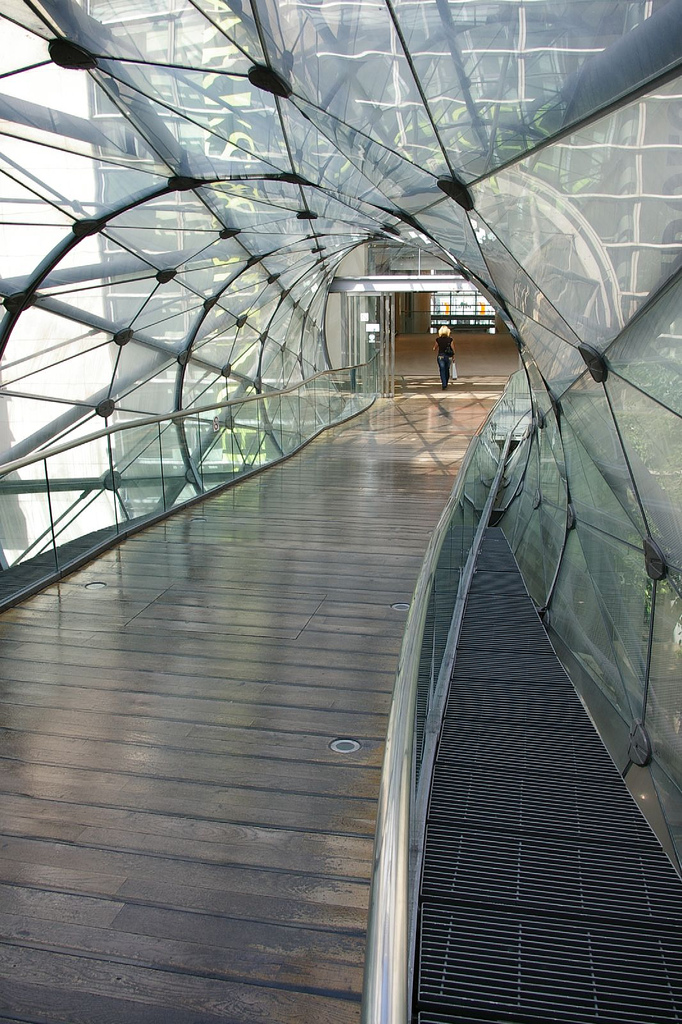
歩道橋の内部

コーポレーション・ストリート・ブリッジ (Corporation Street Bridge) は、マンチェスター中心市街地シティ・センターのコーポレーション・ストリート (Corporation Street) に架かる横断歩道橋で、チューブ状の屋根付橋になっている。この橋は、1996年のマンチェスター爆破事件で復旧不可能な損傷を受けた古い歩道橋の代替として、1999年に100万ポンドの費用をかけて建設された。橋は双曲面構造の形状をとり、大型小売店マークス&スペンサーと百貨店セルフリッジズが入る建物と、大規模なショッピングセンターであるマンチェスター・アーンデールとを結んでいる。

## 歴史
この新しい橋は、1997年の建築設計競技で選ばれた、マンチェスターに拠点を置く建築事務所 Hodder + Partners （代表は建築家スティーヴン・ホダー）の提案によって設計されている。建設は直ちに開始され、順調に完成して1999年の開通を迎えた。
この構造は数多くの賞を受賞し、新しい歩道橋は爆破事件後のマンチェスター中心部の再生を象徴する存在となった 。事件後最も早く建設された構造物のひとつであるこの歩道橋は、爆弾の爆発地点の真上に位置している。
2011年には、7か月と73万ポンドをかけて改修が施された。この改修では、ヒビの入った窓ガラスの修理と、歩行面の床材の交換などが行われた。

## 受賞
- 王立英国建築家協会 (RIBA) 賞 鋼構造賞 (Structural Steel Award) - 2000年
- アメリカ建築家協会 (AIA) 賞 - 2000年